# 马特·盖格
马修·艾伦·盖格（英語：Matthew Allen Geiger，1969年9月10日—），美国NBA联盟职业篮球运动员。他在1992年的NBA选秀中第2轮第42顺位被迈阿密热火选中。外號死光頭